# Marinesportschule
La Marinesportschule de Flensbourg-Mürwik sont des installations sportives au sein de la Base navale de Flensbourg-Mürwik, devenue le quartier résidentiel de Mürwik, un quartier de Flensbourg.

## Histoire
L'école des sports nautiques est créée à Mürwik en 1924. À cette époque, l'ancienne école sportive militaire de Wünsdorf existe. Les activités des deux écoles se développent en vue de la première participation d'une équipe allemande depuis la Première Guerre mondiale aux Jeux olympiques d'été de 1928 à Amsterdam. Ces activités s'intensifient avec les Jeux olympiques d'été de 1936 à Berlin et une école de sport de la Luftwaffe est créée à Berlin-Spandau.

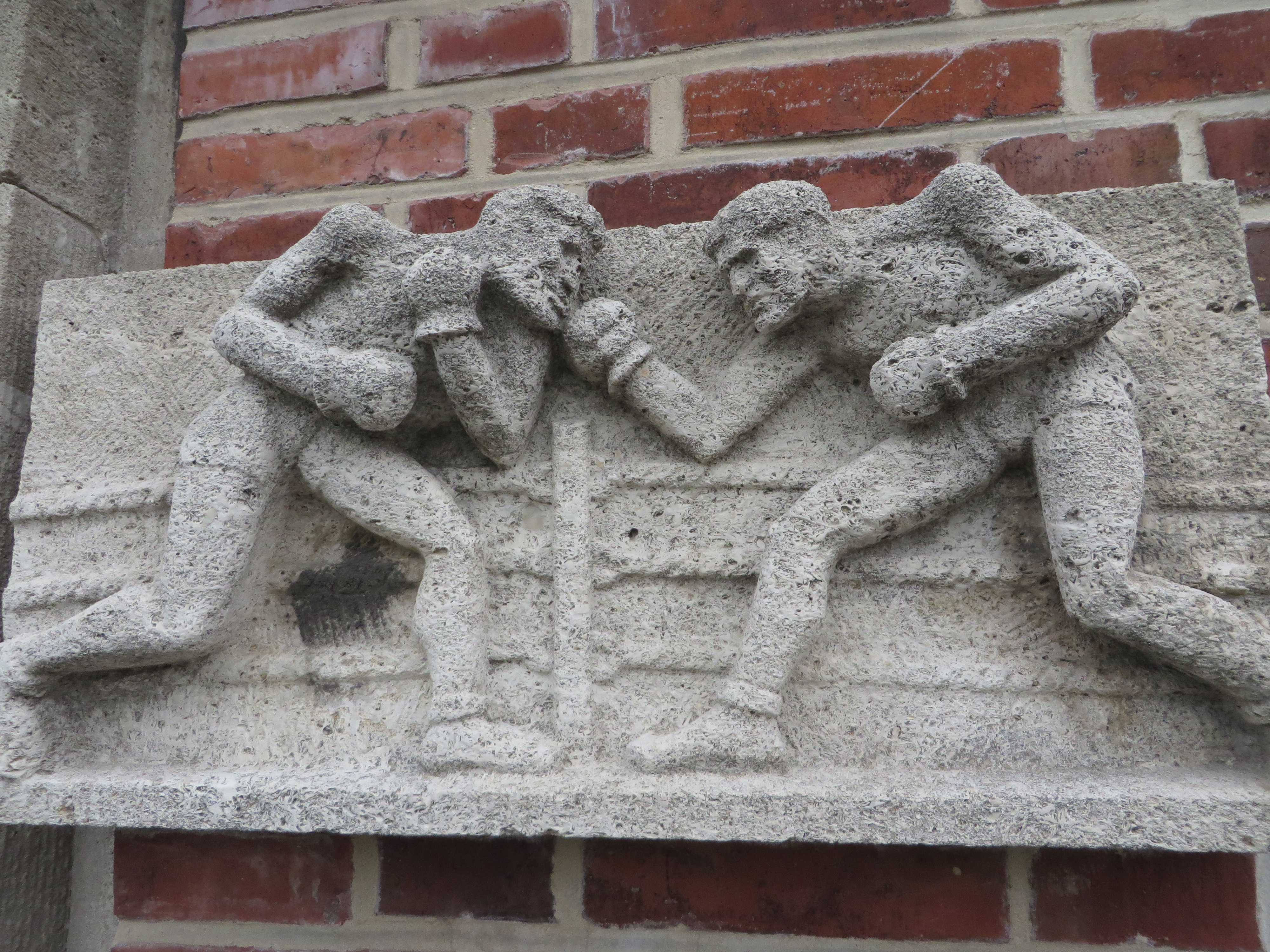
Boxe.
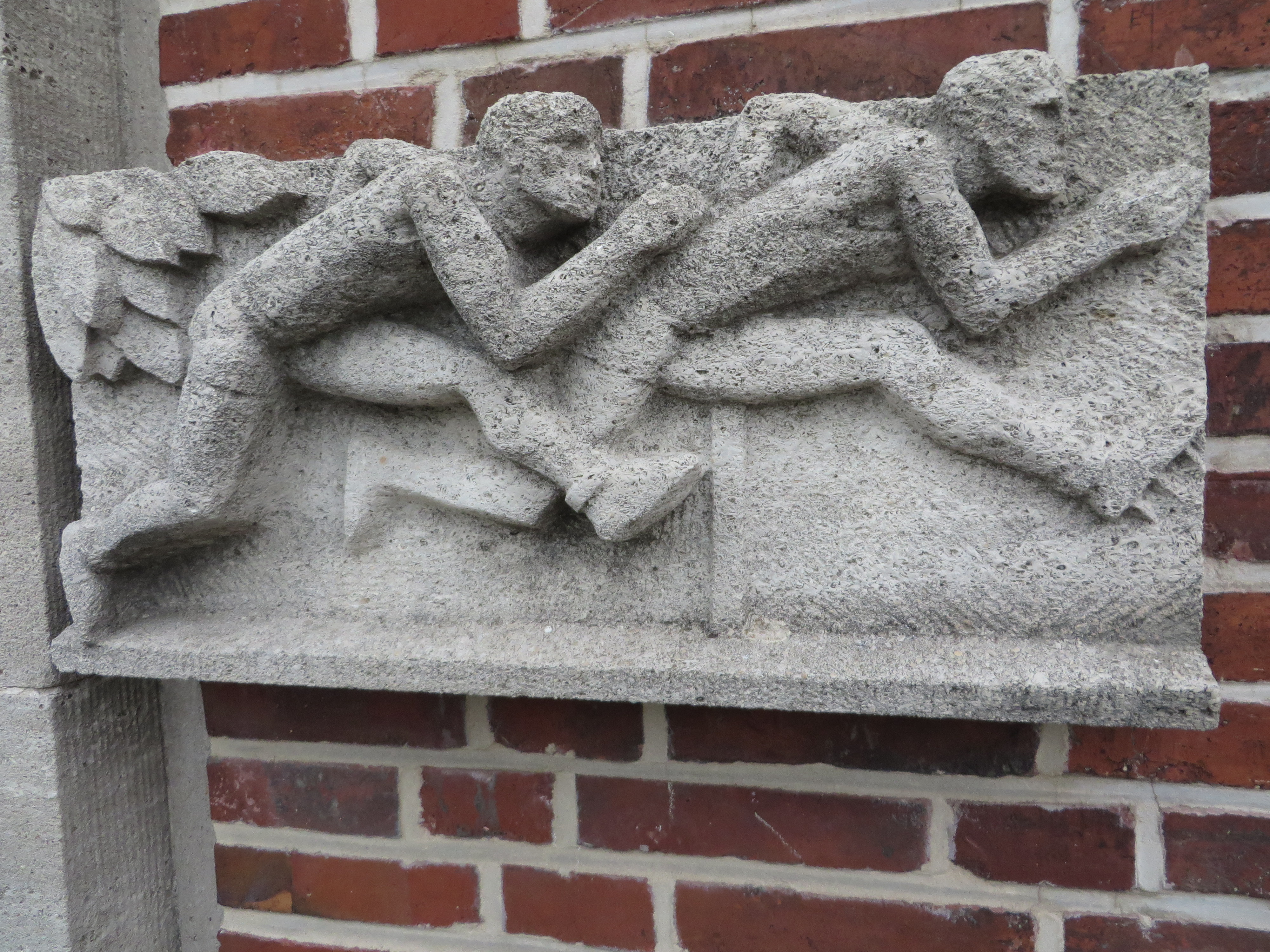
Course de haies.
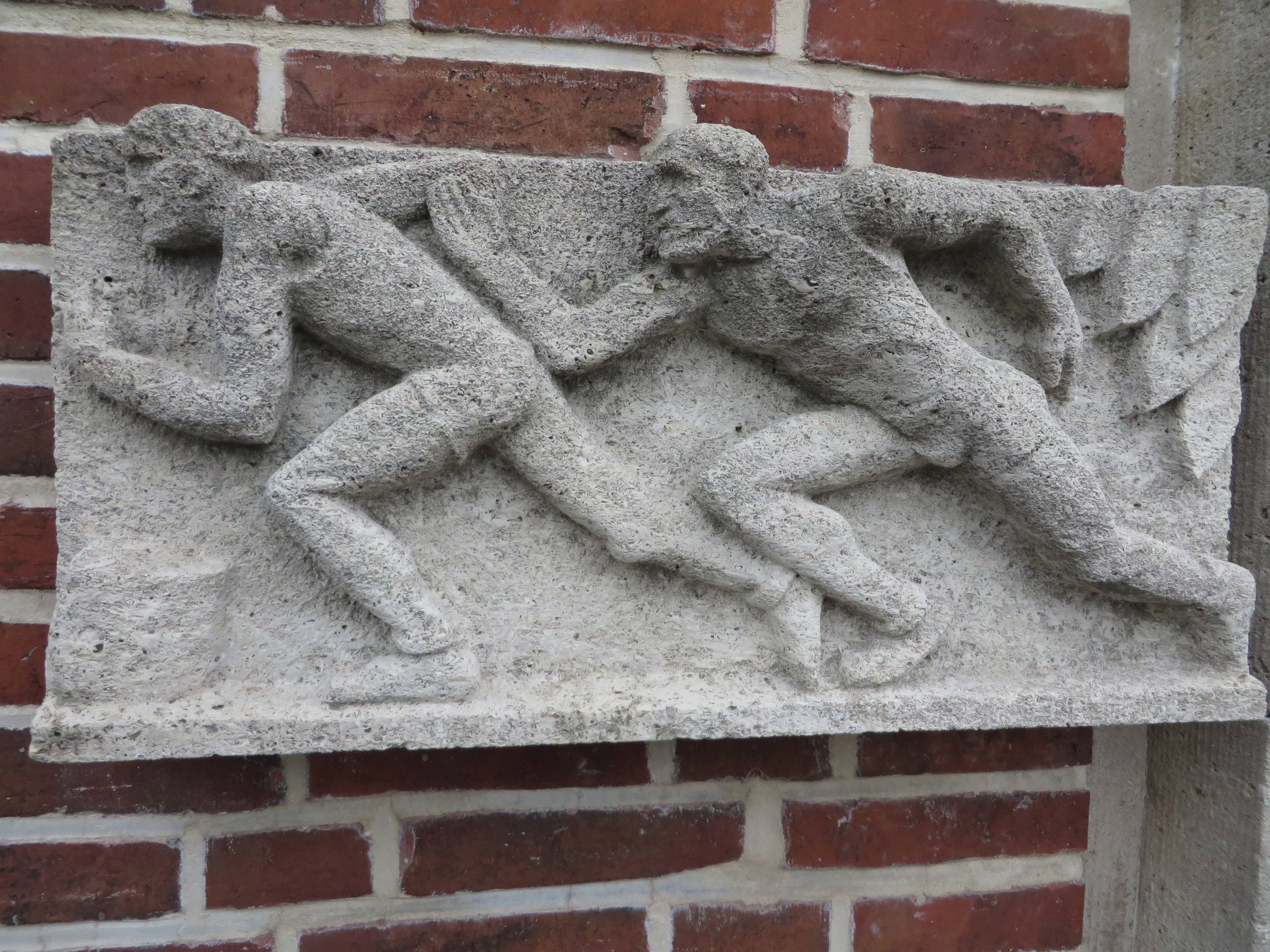
Demi-fond.
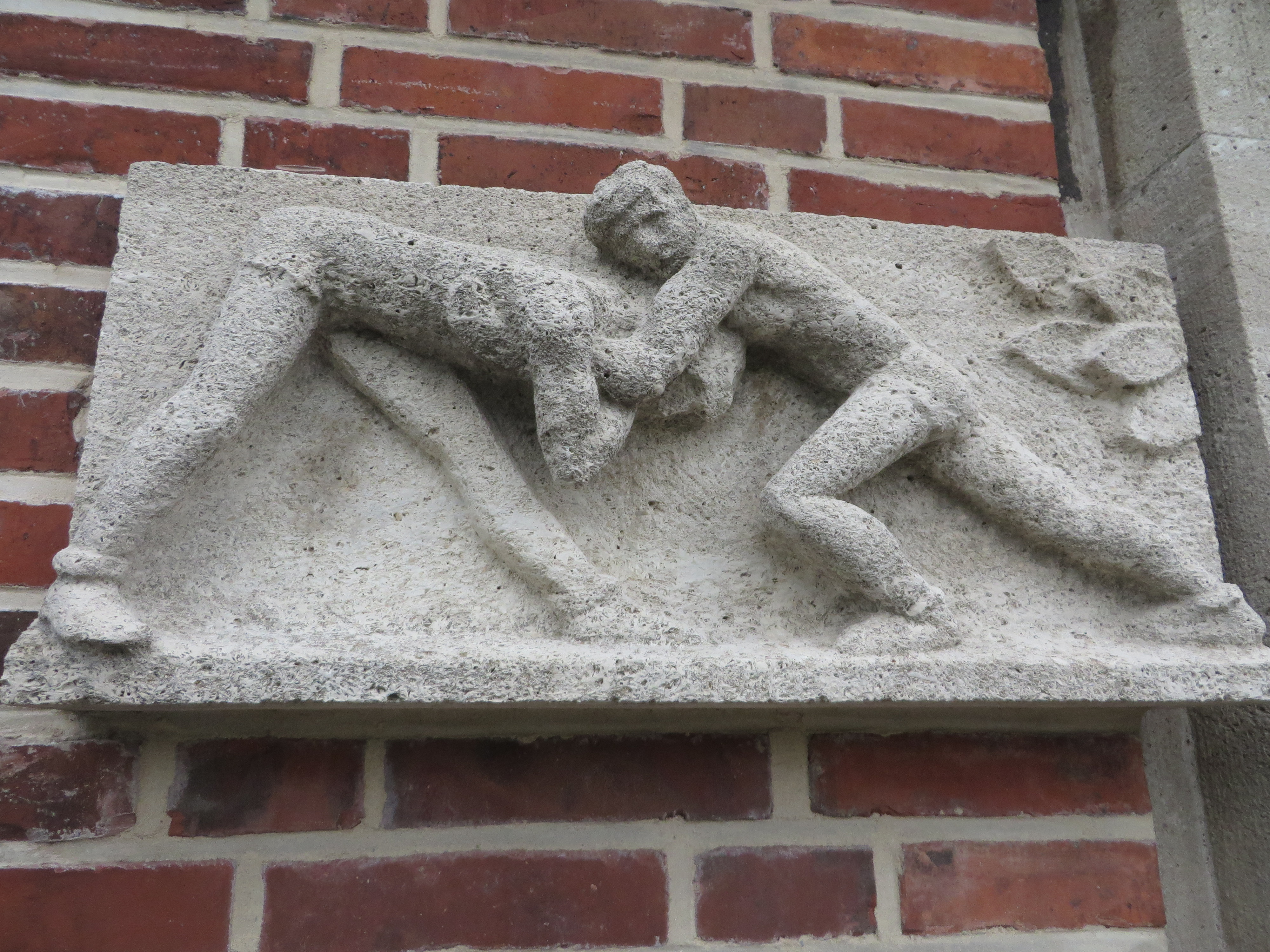
Lutte.
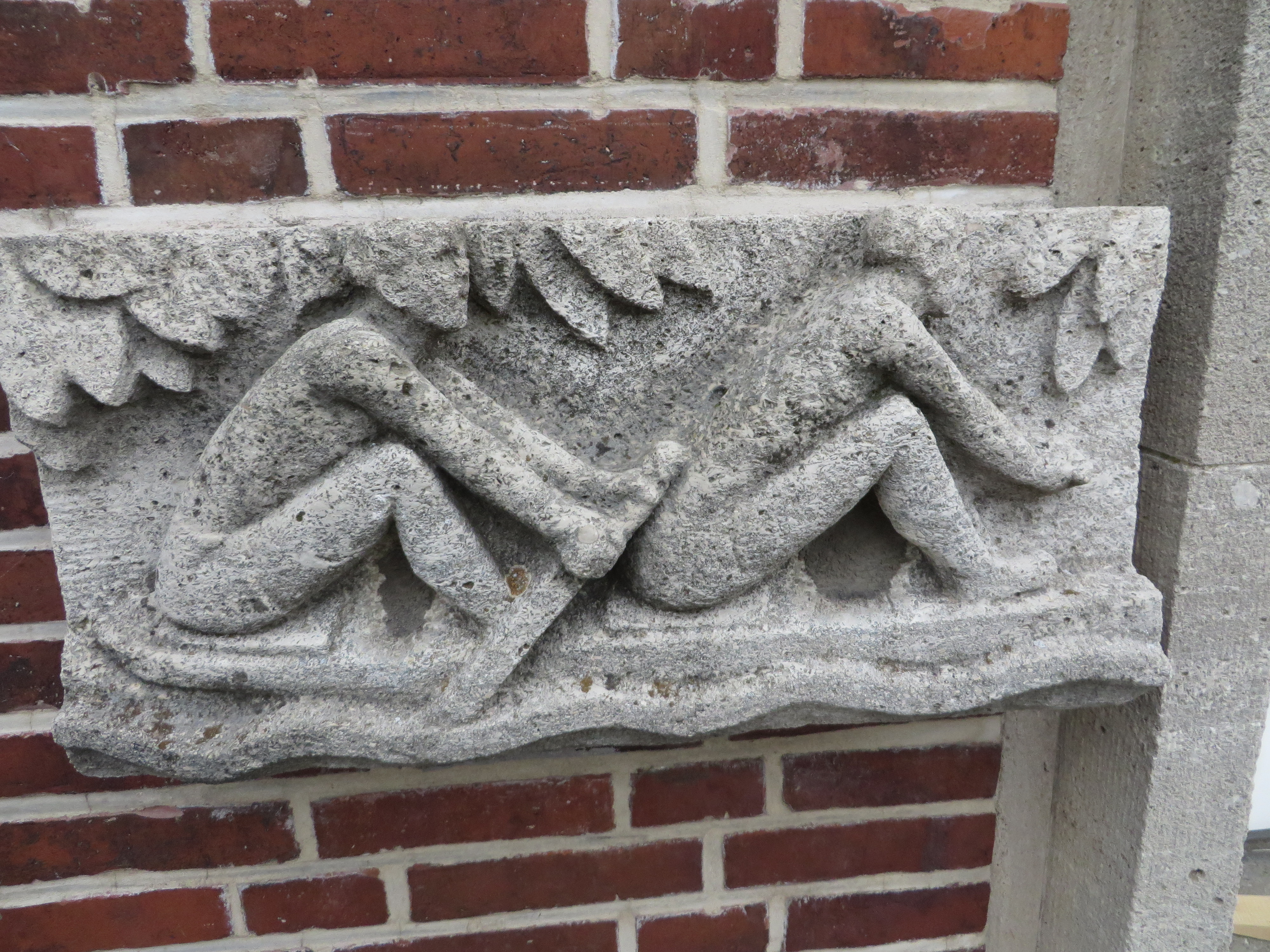
Aviron.
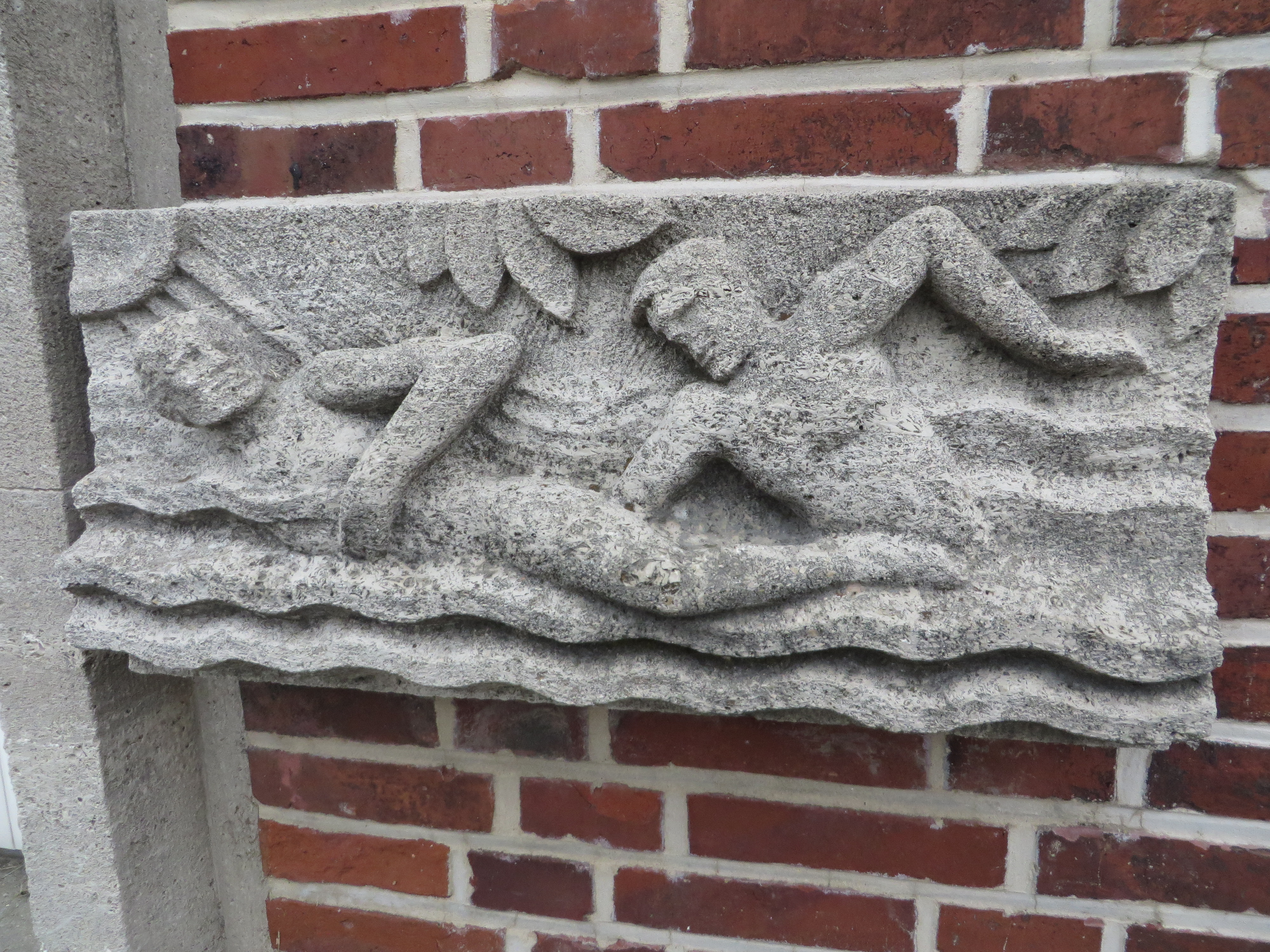
Natation.

Les bâtiments scolaires sont construits en 1936-1937 et forment depuis lors, avec d'autres bâtiments militaires, le début de la Fördestraße. L'école de sport a à l'origine l'adresse Twedterholz 11. Le groupe de bâtiments construits comprend trois longues résidences à deux étages en briques rouges reliées les unes aux autres. Un Reichsadler est toujours accroché au bâtiment faisant face à la Fördestraße, sous les ailes duquel se trouvent les armoiries de Flensbourg et du Schleswig-Holstein. Une croix gammée dans une couronne est retirée après la fin de la Seconde Guerre mondiale. Il y a un gymnase dans le dernier bâtiment éloigné de la rue. À son entrée sud-ouest se trouvent des reliefs représentant des athlètes. Il y a une petite tour d'horloge sur le bâtiment du gymnase. De la fin des années 1930 au début des années 1940, il existe une école de sports nautiques à Berlin, à proximité du terrain olympique. On ne sait pas s'il s'agissait d'une deuxième école, d'un deuxième emplacement ou d'un remplacement temporaire de l'école des sports nautiques de Mürwik. En mai 1945, l'école des sports nautiques fait partie de la zone spéciale de Mürwik. À partir du 3 mai, les bâtiments de l'école de sport sont le siège du dernier gouvernement du Troisième Reich dirigé par Karl Dönitz. La capitulation inconditionnelle de la Wehrmacht est initiée à partir de cet endroit. Dans la nuit du 13 au 14 mai 1945, le commandant de l'Académie navale de Mürwik, Wolfgang Lüth, est abattu par un garde allemand après avoir apparemment omis de donner le mot de passe délivré à un poste de contrôle. Une pierre commémorative est érigée à l'extrémité ouest de l'école de sport. Le 23 mai 1945, le dernier gouvernement du Reich est arrêté à Mürwik par des soldats britanniques.
En juin 1947, l'école des sports nautiques est officiellement rouverte sous le nom d'École des sports municipale de Flensbourg-Mürwik et la direction est transférée à Siegfried Perrey. En 1948, elle devient une école de sport publique. En 1949, Siegfried Perrey est finalement nommé directeur de l'école nationale des sports de Mürwik, qui dispose de deux pistes pour les athlètes, d'un terrain de hockey, d'une salle de boxe, d'une salle d'escrime et d'un gymnase ainsi que d'une école d'équitation.
De plus, Heinrich Medau vient à l'école de sport l'année précédente et y fonde son école de gymnastique.
Lorsque le nazi en fuite Werner Heyde, qui joua un rôle clé dans les crimes d'euthanasie, apprend que le poste de médecin du sport à l'école est vacant, il postule sous le nom de Dr Fritz Sawade et est embauché en 1949. 

## Source, notes et références
1. ↑  (de) Martina Scheffler, « Flensburger Untergang - Erinnerungen an letzte Tage der NS-Diktatur », sur Westdeutsche Zeitung, 2015 (consulté le 10 avril 2024)
2. ↑  (de) Walter Brendel, Der Nürnberger Prozess, Borkatbook, 2022, 123 p. (ISBN 9783966511735, lire en ligne)
3. ↑  (de) Peter Godzik, Unser Mürwik-Buch : Wissenswertes über den Stadtteil verbunden mit persönlichen Erinnerungen und Bildern aus Kindheit und Jugend, Heimatbund und Geschichtsverein Herzogtum Lauenburg, 2023, 84 p. (lire en ligne), p. 48
4. ↑  (de) Sebastian Lotto-Kusche, Leah Zeidler, Der ganz normale Sonderfall. NS-Belastungen 
der Flensburger Kommunalpolitik im demokratischen Neuanfang, Université de Flensbourg, 2023 (lire en ligne), p. 526

- (de) Cet article est partiellement ou en totalité issu de l’article de Wikipédia en allemand intitulé « Marinesportschule » (voir la liste des auteurs).